# N518 (België)
De N518 is een gewestweg in België tussen Moeskroen (N513) en de Franse grens waar de weg over gaat in de M765. De weg heeft een lengte van ongeveer 5,7 kilometer.

## Plaatsen langs N518
- Lowingen
- Moeskroen
- Herzeeuw